# Франсіс Коклен
Франсіс Коклен (фр. Francis Coquelin, нар. 13 травня 1991, Лаваль, Франція) — французький футболіст, півзахисник клубу «Нант».

## Клубна кар'єра
Вихованець юнацької команди «Лаваль», з якою 2007 року перейшов в академію лондонського «Арсеналу».
З 2008 року залучався до матчів основної команди «Арсеналу», проте виходив лише в матчах національного кубку та кубку ліги. Через це на сезон 2010/11 футболіст був відданий в оренду в «Лор'ян», де часто грав на позиції правого півзахисника. Загалом за «Лор'ян» Франсіс провів 24 матчі в чемпіонаті, забив 1 гол.
Влітку 2011 року Коклен повернувся до складу «канонірів» і за наступні два сезони своєї ігрової кар'єри зіграв лише у 21 матчі Прем'єр-ліги, після чого сезон 2013/14 знову провів в оренді, цього разу за німецький «Фрайбург». У листопаді-грудні 2014 року недовго виступав в оренді в Чемпіоншипі за «Чарльтон Атлетик».
12 грудня 2014 року «Арсенал» достроково завершив оренду Коклена через травми своїх центральних півзахисників. Франсіс скористався шансом і міцно зайняв місце в основі лондонців. Його гра була удостоєна ряду захоплених відгуків. Зокрема, Арсен Венгер зазначив, що після повернення Коклен грає на рівні гравця, який коштує £40 млн. Тьєррі Анрі, розбираючи матч проти «Бернлі», в якому Коклен був названий гравцем матчу, високо оцінив гру Франсіса і назвав його «детективом Коломбо» за вміння читати гру і прогнозувати розвиток атак противника. За підсумками того сезону клуб разом з Кокленом виграв Кубок та Суперкубок Англії.
З січня 2018 року Коклен перейшов до клубу іспанської Прімери «Валенсія», де грав до літа 2020 року. Після чого перейшов до складу «Вільярреала».
31 січня 2025 року футболіст повернувся до Франції, де підписав контракт до кінця сезону з «Нантом».

## Виступи за збірні
2007 року дебютував за юнацьку збірну Франції. У складі збірної до 19 років у 2010 році став чемпіоном Європи на домашньому Євро, зігравши у 4 з 5 матчах команди. Всього взяв участь у 24 іграх на юнацькому рівні.
Протягом 2009–2011 років залучався до складу молодіжної збірної Франції. 2010 року у складі збірної до 20 років брав участь у молодіжному чемпіонаті світу, де зіграв у всіх семи матчах і допоміг французам зайняти 4 місце на турнірі. Загалом на молодіжному рівні зіграв у 19 офіційних матчах.

## Статистика виступів

### Статистика клубних виступів
Станом на кінець сезону 2014/15
| Сезон             | Команда            | Чемпіонат         | Чемпіонат | Чемпіонат | Національний кубок | Національний кубок | Національний кубок | Континентальні кубки | Континентальні кубки | Континентальні кубки | Інші змагання | Інші змагання | Інші змагання | Усього | Усього |
| Сезон             | Команда            | Ліга              | Ігор      | Голів     | Ліга               | Ігор               | Голів              | Ліга                 | Ігор                 | Голів                | Ліга          | Ігор          | Голів         | Ігор   | Голів  |
| ----------------- | ------------------ | ----------------- | --------- | --------- | ------------------ | ------------------ | ------------------ | -------------------- | -------------------- | -------------------- | ------------- | ------------- | ------------- | ------ | ------ |
| 2008-09           | «Арсенал»          | ПЛ                | 0         | 0         | КА+КЛ              | 0+1                | 0                  | ЛЧ                   | 0                    | 0                    | —             | —             | —             | 1      | 0      |
| 2009-10           | «Арсенал»          | ПЛ                | 0         | 0         | КА+КЛ              | 1+2                | 0                  | ЛЧ                   | 0                    | 0                    | —             | —             | —             | 3      | 0      |
| 2010-11           | «Лор'ян»           | L1                | 24        | 1         | КФ+КЛ              | 1+0                | 0                  | —                    | —                    | —                    | —             | —             | —             | 25     | 1      |
| 2011-12           | «Арсенал»          | ПЛ                | 10        | 0         | КА+КЛ              | 3+3                | 0                  | ЛЧ                   | 1                    | 0                    | —             | —             | —             | 17     | 0      |
| 2012-13           | «Арсенал»          | ПЛ                | 11        | 0         | КА+КЛ              | 2+3                | 0                  | ЛЧ                   | 6                    | 0                    | —             | —             | —             | 22     | 0      |
| 2013-14           | «Фрайбург»         | БЛ                | 16        | 0         | КН                 | 3                  | 0                  | ЛЄ                   | 5                    | 1                    | —             | —             | —             | 24     | 1      |
| 2014-15           | «Арсенал»          | ПЛ                | 0         | 0         | КА+КЛ              | 0+1                | 0                  | ЛЧ                   | 0                    | 0                    | СА            | 0             | 0             | 1      | 0      |
| 2014-15           | «Чарльтон Атлетик» | Ч (ІІ)            | 5         | 0         | КА+КЛ              | 0+0                | 0                  | —                    | —                    | —                    | —             | —             | —             | 5      | 0      |
| 2014-15           | «Арсенал»          | ПЛ                | 11        | 0         | КА+КЛ              | 2+0                | 0                  | ЛЧ                   | 1                    | 0                    | СА            | —             | —             | 14     | 0      |
| Усього Arsenal    | Усього Arsenal     | Усього Arsenal    | 32        | 0         |                    | 18                 | 0                  |                      | 8                    | 0                    |               | 0             | 0             | 58     | 0      |
| Усього за кар'єру | Усього за кар'єру  | Усього за кар'єру | 72        | 1         |                    | 22                 | 0                  |                      | 13                   | 1                    |               | 0             | 0             | 107    | 1      |

## Досягнення
«Арсенал»
- Володар Кубка Англії: 2014-15, 2016-17
- Володар Суперкубка Англії: 2014, 2015

«Валенсія»
- Володар Кубка Іспанії: 2018-19

«Вільярреал»
- Володар Ліги Європи УЄФА: 2020-21

Іспанія
- Чемпіон Європи (U-19): 2010